# Exochus castaniventris
Exochus castaniventris är en stekelart som beskrevs av Brauns 1896. Exochus castaniventris ingår i släktet Exochus och familjen brokparasitsteklar. Inga underarter finns listade i Catalogue of Life.